# Герб посёлка имени Цюрупы
Герб городского поселения им. Цюрупы — опознавательно-правовой знак, составленный и употребляемый в соответствии с правилами геральдики, служащий символом городского поселения им. Цюрупы. 

Герб утвержден решением Совета депутатов городского поселения имени Цюрупы от 28 февраля 2007 года № 67/18.

## Описание герба
В червлёном поле золотой лев, выходящий из-за золотого откошенного нижнего левого угла и держащий в правой лапе серебряный меч, а в левой семь чёрных змей.
Герб городского поселения имени Цюрупы может воспроизводиться в двух равно допустимых версиях:
- без вольной части;
- с вольной частью (четырехугольником, примыкающим к верхнему правому углу щита с воспроизведёнными в нём фигурами герба Московской области).

Герб городского поселения им. Цюрупы может воспроизводиться без короны и со статусной территориальной короной. Версия герба со статусной территориальной короной применяется после принятия Геральдическим советом при Президенте Российской Федерации соответствующего порядка включения в гербы муниципальных образований изображения статусных территориальных корон.

## Обоснование символики
Образ льва неразрывно связан с историей Руси. В гербе Владимирских князей присутствует образ этого царя зверей.

Лев, схвативший семь черных змей, аллегорически представляющих человеческие пороки (гордыня, бездуховность, праздность, зависть, жадность, самолюбие, сладострастие), и готовый одним взмахом своего меча решить все проблемы, представляет собой аллегорию современной жизни, утверждая нас в мысли, что решение наших проблем находится в наших руках.
 
В то же время семь змей схваченных могучей лапой льва-победителя это символ побед одержанных жителями этих земель на протяжении всей истории края (борьба с монголо-татарскими ордами, войны 1612, 1812 и 1941-45 годов).

Эти земли являются родиной родителей великого русского полководца Дмитрия Пожарского.

Красный цвет — символ мужества, жизнеутверждающей силы и красоты, праздника. 

Золото — символ высшей ценности, величия, великодушия, богатства, урожая. 

Серебро — символ чистоты, открытости, божественной мудрости, примирения.

## История герба
Герб разработан Союзом геральдистов России.
Авторы герба: 
- идея: Константин Мочёнов (Химки)
- художник: Оксана Афанасьева (Москва), Оксана Фефелова (Балашиха)
- компьютерный дизайн: Оксана Афанасьева (Москва)
- обоснование символики: Вячеслав Мишин (Химки)